# 李春平
李春平（1949年2月26日—），中國富豪、慈善家。他自称因繼承了一位比他大38岁的好莱坞女影星的巨額遺產而發家。
2006年5月8日，世界红十字日，中國紅十字會在「红十字博爱周」啟動儀式上，授予李春平「中国红十字慈善家」稱號，頒發中国红十字博爱勋章、證書和「博愛」牌匾，並且聘請他為名譽理事。
2016年8月李春平被醫生診斷罹患老人癡呆癥。2016年10月份，李春平的家人向法院提交了鉴定李春平是否有行为能力的特别程序，2017年5月11日，经回龙观精神鉴定中心鉴定为器官性精神障碍。公開資料顯示，2017年6月20日，罹患老人癡呆的68歲李春平與他的指定保姆39歲余啟存（1978年2月2日-）結婚。